# Römisches Gräberfeld Schwirzheim
Koordinaten: 50° 13′ 35″ N, 6° 31′ 56″ O
Das Römische Gräberfeld Schwirzheim ist ein römisches Grabfeld in der Ortsgemeinde Schwirzheim im Eifelkreis Bitburg-Prüm in Rheinland-Pfalz.

## Beschreibung
Das römische Gräberfeld Schwirzheim befindet sich südlich des Ortes, wenig nördlich des Vlierbaches.
Das Gräberfeld lässt sich in die zweite Hälfte des 1. Jahrhunderts n. Chr. datieren.

## Archäologische Befunde

### Brandgrab
Im Jahre 1927 wurde in diesem Bereich ein Brandgrab entdeckt und dem Rheinischen Landesmuseum Trier gemeldet. Dieses Grab konnte in die zweite Hälfte des 1. Jahrhunderts n. Chr. datiert werden. Unter den Beigaben wurden mehrere Keramikfragmente, zwei Bronzefibeln, vier blaue Melonenperlen sowie ein Sesterz des Nero beobachtet. Die Beigaben gelten heute allerdings als verschollen.

### Bestattungsplatz
Der Fundort des Brandgrabs fällt geographisch dicht auf einen vom Rheinischen Landesmuseum Trier gelisteten Bestattungsplatz der Römer. Mittlerweile geht man davon aus, dass beide Fundstellen zusammenhängen und das Brandgrab einen Teil des Bestattungsplatzes darstellt. Aus Schwirzheim wurde zudem ein weiterer Grabfund, allerdings ohne geographische Angabe, gemeldet. Es handelt sich um ein geschlossenes Grabinventar aus der Mitte des 1. Jahrhunderts n. Chr. Das Grab wurde 1934 geborgen und enthielt zwei Scharnierflügelfibeln, vier Keramikgefäße sowie ein kugeliges Glasfläschchen. Möglicherweise stammt dieser Fund aufgrund der zeitlichen Datierung ebenfalls aus dem Gebiet des Bestattungsplatzes.

## Erhaltungszustand und Denkmalschutz
Das Brandgrab gilt als verschollen und ist nicht mehr vor Ort erhalten. Das ohne geographische Angabe gemeldete Grab wurde untersucht und geborgen. An dem Bestattungsplatz sind bisher keine weiteren Untersuchungen erfolgt, sodass das Ausmaß dieses Platzes nicht eingeschätzt werden kann. Das Gebiet befindet sich heute innerhalb einer landwirtschaftlich genutzten Fläche.
Das Gräberfeld ist als eingetragenes Kulturdenkmal im Sinne des Denkmalschutzgesetzes des Landes Rheinland-Pfalz (DSchG) unter besonderen Schutz gestellt. Nachforschungen und gezieltes Sammeln von Funden sind genehmigungspflichtig, Zufallsfunde an die Denkmalbehörden zu melden.